# باول ألتر
باول ألتر (بالإنجليزية: Paul Alter)‏ هو منتج أفلام ومنتج تلفزيوني وملحن ومخرج أمريكي، ولد في 11 مارس 1922 في شيكاغو في الولايات المتحدة، وتوفي في 11 يونيو 2011 في لاس فيغاس في الولايات المتحدة.

## وصلات خارجية
- باول ألتر على موقع IMDb (الإنجليزية)
- باول ألتر على موقع ميوزك برينز (الإنجليزية)
- باول ألتر على موقع قاعدة بيانات الفيلم (الإنجليزية)